# Wasserbauhalle (TU Darmstadt)

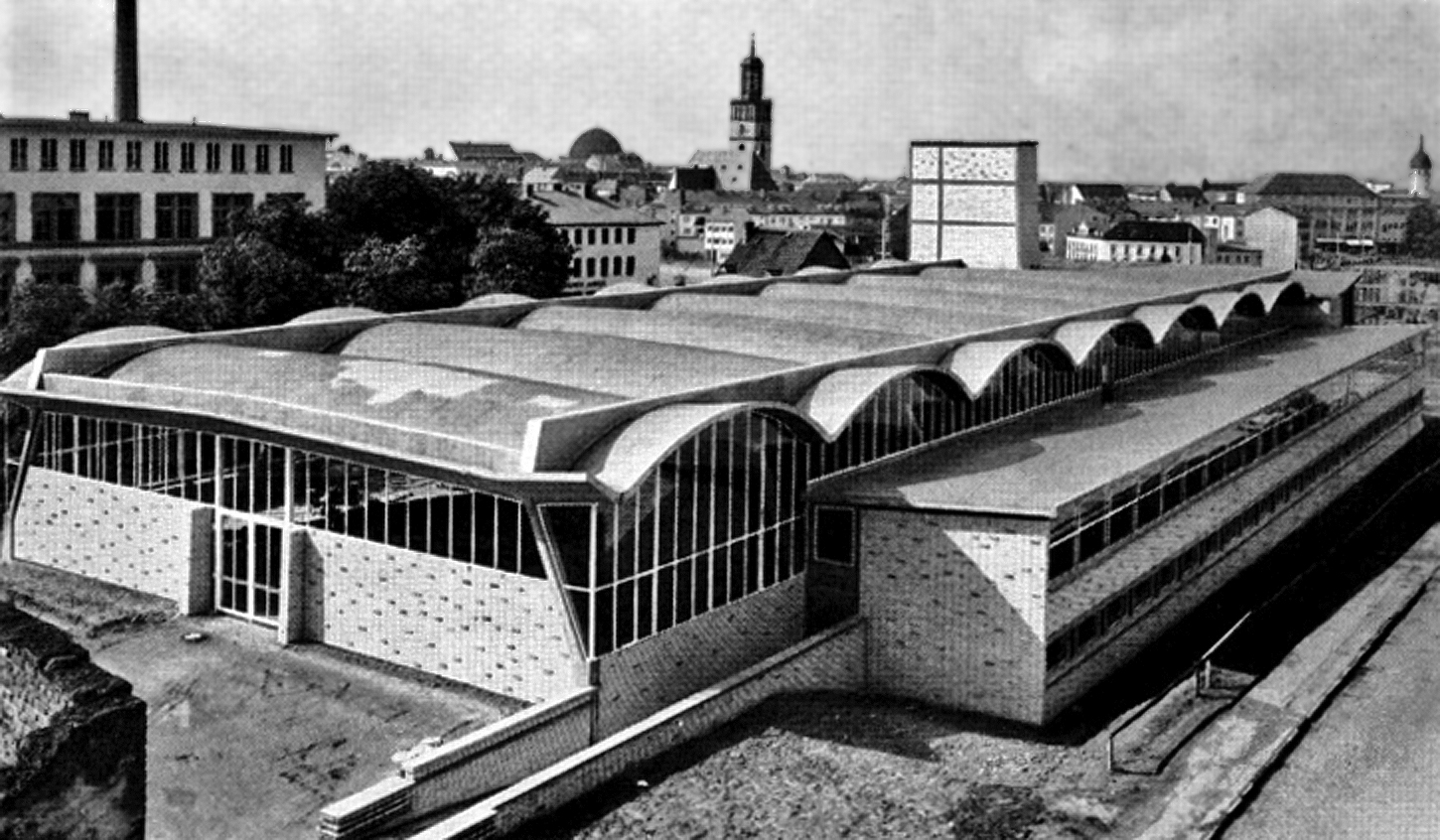
Außenansicht mit Turm und Institutsgebäude

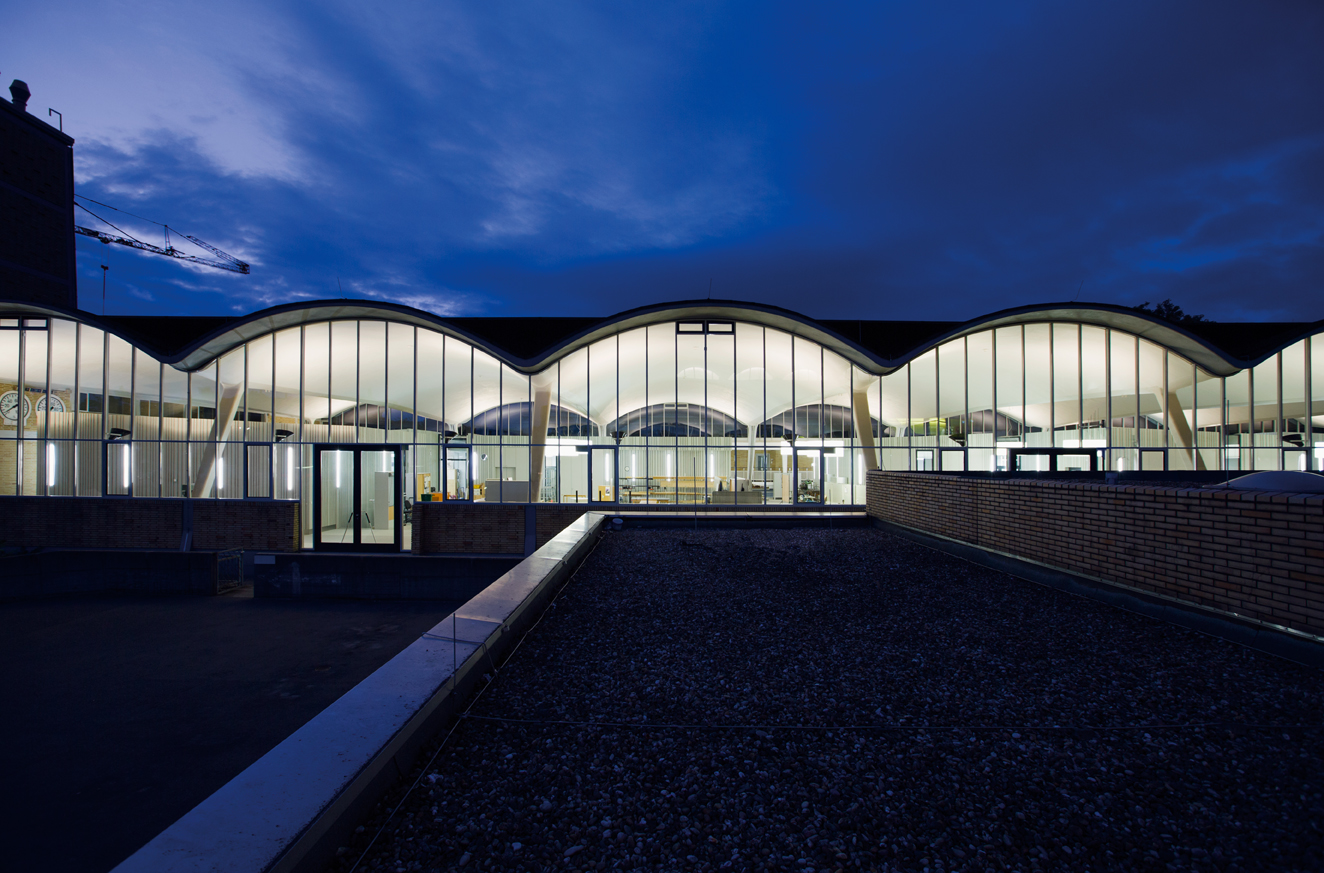
Außenansicht nach der Sanierung 2014

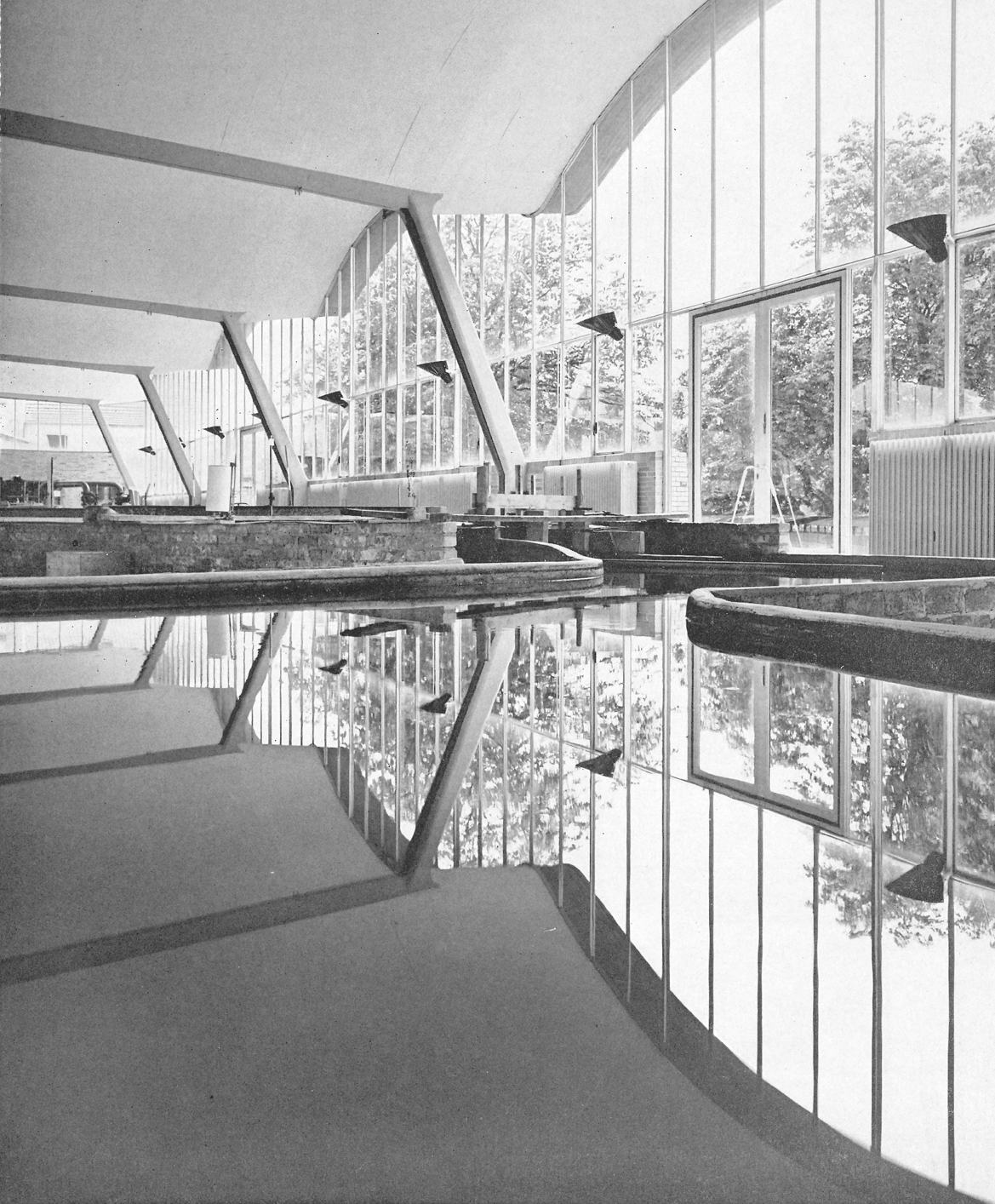
Innenansicht mit Wasserbau Versuchsanlage

Die Wasserbauhalle der Technischen Universität Darmstadt ist eine Halle mit einem 70 Meter × 25 Meter großen, stützenfreien Innenraum, die ursprünglich als Versuchsanlage für das Institut für Wasserbau und Wasserwirtschaft diente. Gebaut wurde sie 1956/1957 nach einem Entwurf des Architekten und Hochschullehrers Ernst Neufert in Kooperation mit dem Bauingenieurprofessor Alfred Mehmel (1896–1972). Sie liegt an der Rundeturmstraße und steht unter Denkmalschutz. Die Versuchshalle bildet das Kernstück der Anlage, um die sich Unterrichts-, Arbeits- und Verwaltungsräume sowie eine Werkstatt gliedern.
An der Südwestecke des Gebäudes befindet sich ein 4-geschossiger Turm, der der Aufnahme von Wasserhochbehältern diente.
Nach ihrer denkmalgerechten Sanierung seit 2011 dient sie nun den zentralen Werkstätten der Technischen Universität. Der Bau von 1956/57 ersetzte eine vergleichbare Einrichtung, die 1934 in der ehemaligen Darmstädter Exerzierhalle an der Elisabethenstraße eingerichtet worden war und die beim Bombenangriff auf Darmstadt vom 11. September 1944 vollständig zerstört wurde.

## Beschreibung
Errichtet wurde das Gebäudeensemble auf einem abgeräumten Quartier der im Zweiten Weltkrieg zerstörten Darmstädter Altstadt. An die Halle wurden ein Institutsgebäude und ein 15 Meter hoher Wasserturm angebaut. Prägend für die Wasserbauhalle ist das extrem dünne wellenförmige Dach in einer Spannbeton-Schalenbauweise, das durch schräg stehende Stützen getragen wird. Von außen wirkt die Halle zudem durch die hohe Glasfassade, die sich fast fugenlos über dem schmalen Klinkersockel erhebt. Die Halle ist durch die Anordnung der Stützen an den Außenseiten flexibel nutzbar. Die Wasserbauhalle gilt als einer der markantesten Hochschulneubauten der TH in den 1950er Jahren.
Das denkmalgeschützte Gebäude wurde nach dem Entwurf des Architekten Professor Ernst Neufert 1955 in Spannbeton-Schalenbauweise erbaut. Die Halle mit stützenfreiem Grundriss ist ca. 70 m lang und 25 m breit. Ihrer Konstruktion liegt ein Achsraster von 10 m zugrunde. Auffällig ist ihr wellenförmiges Dach, dessen Spannweite durch die Schrägstellung der Außenstützen nach innen von 25 auf 21,5 m verkürzt ist und scheinbar über der Fassade schwebt. Es ist die Leichtigkeit der Konstruktion sowie die Transparenz der Fassade die dieses Bauwerk als beispielhaften Vertreter der an der Moderne orientierten Architektur der fünfziger Jahre auszeichnet. Die Schalenkonstruktion, die stellenweise eine Stärke von nur 7 cm aufweist, ist als eine besondere Ingenieurs- und Handwerksleistung zu bewerten. Bei der langen Tonnenschale ist die Stützlinienform nicht mehr für den Querschnitt entscheidend, da diese Konstruktion durch das Verhältnis von Länge zu Breite als Balkentragwerk mit räumlichen Spannungszustand aufgefasst werden kann, das sich von Binder zu Binder spannt. Die Aussteifung der Schalen erfolgt über 2 Binderscheiben, die als Überzüge in der Längsrichtung der Halle verlaufen und vom Dachrand eingerückt sind, um die Schlankheit der Konstruktion zu betonen. Die vorgespannte Konstruktion war auch nach 50 Jahren der Nutzung ohne Risse. Der Nord- und Westtrakt wie auch der Wasserturm sind Stahlbetonskelettkonstruktionen mit Klinkerausfachung. Die Außenwände der Versuchshalle sind zweischalig in Vollziegel und Vollklinker und die Flurwände in einschaligem gelben Klinkermauerwerk ausgeführt.

## Sanierung
Die Wasserbauhalle wurde 2010/2011 für die Technische Universität Darmstadt aus Mitteln des Konjunkturprogramms II  denkmalgerecht saniert. 
Anlass für die Sanierung waren starke Verwitterungsschäden an Hüllflächen und Tragwerk. Insbesondere die Fallrohre der Dachentwässerung, die in die innenliegenden Stützen integriert sind, haben sich als problematisch erwiesen. Die Sanierung war wegen der filigranen Dach- und Fassadenkonstruktion anspruchsvoll.
Anlässlich des Abschlusses der Sanierung der Wasserbauhalle wurde im Herbst 2011 eine umfangreiche Ausstellung zum Leben und Werk von Ernst Neufert in der sanierten Wasserbauhalle gezeigt. Diese Ausstellung, die vom Fachgebiet Geschichte und Theorie der Architektur (unter Leitung von Werner Durth) des Fachbereichs Architektur der Technischen Universität Darmstadt erarbeitet wurde, wurde auch in Dessau, Nürnberg und Weimar, teilweise in modifizierter Form, gezeigt.
Die energetische Sanierung der Wasserbauhalle und der Umbau zum Einzug der zentralen Werkstätten der TU endete  am 10. Juli 2014  mit einer feierlichen Einweihung. Seither sind die zentralen Werkstätten der TU in der Halle untergebracht.